# Miaoling (köpinghuvudort i Kina, Hubei Sheng, lat 30,45, long 114,62)
Miaoling är en köpinghuvudort i Kina. Den ligger i provinsen Hubei, i den centrala delen av landet, omkring 35 kilometer sydost om provinshuvudstaden Wuhan. Antalet invånare är 30 090. Befolkningen består av 14 072 kvinnor och 16 018 män. Barn under 15 år utgör 15,0 %, vuxna 15-64 år 75 %, och äldre över 65 år 8,0 %.
Runt Miaoling är det tätbefolkat, med 790 invånare per kvadratkilometer. Närmaste större samhälle är Huangzhou, 17,7 km öster om Miaoling. Trakten runt Miaoling består till största delen av jordbruksmark.
Genomsnittlig årsnederbörd är 1 805 millimeter. Den regnigaste månaden är maj, med i genomsnitt 269 mm nederbörd, och den torraste är december, med 35 mm nederbörd.